# Tony Sales
Pour les articles homonymes, voir Sales.
Tony Sales est un chanteur, guitariste et bassiste américain né en 1951 à Cleveland. Il s'est aujourd'hui retiré du monde du rock.
Il est le frère du batteur Hunt Sales et le fils de l'acteur Soupy Sales (en). Il a fait partie des groupes Tony & The Tigers, Chequered Past (en), Dyoxen, et surtout Tin Machine, le groupe de David Bowie. Il a également travaillé avec Todd Rundgren, Ray Manzarek, ou encore Iggy Pop.
En 1979, à la suite d'un accident de la route, il est resté 8 mois dans le coma.

## Discographie
- 1970 : Runt de Todd Rundgren
- 1971 : Runt. The Ballad of Todd Rundgren de Todd Rundgren
- 1972 : Something/Anything? de Todd Rundgren
- 1977 : Lust for Life d'Iggy Pop
- 1977 : Kill City d'Iggy Pop et James Williamson
- 1978 : TV Eye Live 1977 d'Iggy Pop
- 1984 : Chequered Past de Chequered Past (en)
- 1989 : Tin Machine de Tin Machine
- 1991 : Tin Machine II de Tin Machine
- 1992 : Tin Machine Live: Oy Vey, Baby de Tin Machine
- 2008 : Hired Guns des Sales Bros.